# Tall al-Ward
Tall al-Ward (arab. تل الورد) – wieś w Syrii, w muhafazie Hims. W 2004 roku liczyła 156 mieszkańców.